# Eugenio Carbou y Ferrer
Eugenio Carbou y Ferrer fue un pintor español de la segunda mitad del siglo XIX.

## Biografía
Descrito por Ossorio y Bernard como pintor natural de Madrid, fue discípulo de Carlos de Haes. En la Exposición de Bellas Artes celebrada en 1866 en Barcelona, presentó un País, tomado del natural en la Real Casa de Campo. En la del mismo año de Madrid, El Manzanares pasada la Puerta de Hierro y una Vista de Torrelodones; obtuvo mención honorífica. En la Nacional de 1871 figuró con un lienzo, Arroyo del Infierno (Navacerrada); en la de 1876 con un paisaje, Alrededores de Bedoux (Francia); en la de 1878 con dos paisajes, Una tempestad en los montes de Navacerrada (San Ildefonso) y Un molino movido por el Arajes (Navarra). En la Nacional de 1881 figuró otro Paisaje de su mano. Falleció el 20 de octubre de 1885.